# Росс Дуган
Росс Дуган (англ. Ross Doohan, нар. 29 березня 1998, Клайдбанк) — шотландський футболіст, воротар клубу «Селтік» та національної збірної Шотландії.

## Клубна кар'єра
Народився 29 березня 1998 року в місті Клайдбанк. Вихованець клубу «Селтік». Не пробившись до першої команди, Дугана здавали в оренду спочатку до нижчолігових клубів «Камбернолд Колтс», «Грінок Мортон» та «Ейр Юнайтед», а потім у вищолігові «Росс Каунті» та «Данді Юнайтед».
У серпні 2021 року він перейшов в оренду до англійського «Транмер Роверз» з Другої ліги, який у липні 2022 року підписав з воротарем повноцінний контракт. Граючи у складі «Транмер Роверз» здебільшого виходив на поле в основному складі команди. Відзначався досить високою надійністю, пропускаючи в іграх чемпіонату в середньому менше одного гола за матч.
У січні 2023 року перейшов у клуб першої англійської ліги «Форест Грін Роверс», де провів пів року, після чого повернувся до Шотландії, ставши гравцем «Абердина». За півтора роки відіграв за команду з Абердина 16 матчів в національному чемпіонаті, після чого у травні 2025 року покинув команду як вільний агент. З командою у останньому сезоні став володарем Кубка Шотландії, але на турнірі зіграв лише у 2 іграх.
20 червня 2025 року Дуган повернувся до «Селтіка», підписавши трирічний контракт зі своїм рідним клубом.

## Виступи за збірні
2013 року дебютував у складі юнацької збірної Шотландії (U-16), загалом на юнацькому рівні взяв участь у 6 іграх, пропустивши 8 голів.
Протягом 2018—2020 років залучався до складу молодіжної збірної Шотландії. На молодіжному рівні зіграв у 13 офіційних матчах, пропустив 9 голів.
9 червня 2025 року дебютував в офіційних іграх у складі національної збірної Шотландії у товариському матчі проти Ліхтенштейну (4:0).
| Дата     | Місто | Господарі   | Результат | Гості     | Турнір           | Голи | Примітки |
| -------- | ----- | ----------- | --------- | --------- | ---------------- | ---- | -------- |
| 9-6-2025 | Вадуц | Ліхтенштейн | 0 – 4     | Шотландія | товариський матч | -    |          |
| Усього   |       | Матчів      | 1         |           | Голів            | 0    |          |

## Титули і досягнення
- Володар Кубка Шотландії (1):

«Абердин»: 2024/25